# Марьинка (Рязанская область)
Ма́рьинка — деревня в Кораблинском районе Рязанской области. Входит в состав Ковалинского сельского поселения.

## История
В 1850 году на картах Менде на месте деревни указан населённый пункт Абраменки.
Из села Кикино на новое место выселил часть своих крестьян полковник Михаил Николаевич Семенов. По предположениям рязанского краеведа А. Д. Сорокина деревня названа по имени жены или дочери землевладельца Семенова.

## Население
| 2010 |
| ---- |
| 28   |

## Люди, связанные с деревней
Деревня является родиной Героя Советского Союза Василия Ивановича Лукашина .

## Аномалии
Деревня - лидер в России в 2000-2005 годах по фиксации аномальных явлений в небе.
Деревню часто называют блудным местом, «гнездом молний». Согласно рассказам очевидцев, статьям в местных газетах, в Марьинке и рядом с ней, на 3-километровой дороге между деревней и трассой многократно наблюдали НЛО и иные аномальные явления. Как пишет редактор местной газеты Юрий Харин над деревней неоднократно видели странную картину в небе, как большие НЛО превращались в изображения «рыб», а «рыбы» – в шар. Местная жительница Нина Семеновна поведала, что она видела и «скачущие» по земле огненные шарики. Утверждают, что молнии чаще всего бьют в районе местной усадьбы…